# Johann Georg Feßmaier
Johann Georg Feßmaier, später von Feßmaier, (auch Fessmaier oder Feßmayr; * 12. Januar 1775 in Staufersbuch; † 27. März 1828 in München) war ein deutscher Rechtswissenschaftler, Historiker und Verwaltungsbeamter.

## Leben

### Ausbildung und Tätigkeit als Hochschullehrer
Feßmaier war der Sohn eines Landwirts. Nachdem er den ersten Unterricht in der Familie und an der örtlichen Schule absolviert hatte, war sich der zuständige Pfarrer der Begabung des Jungen sicher. Er organisierte daher sowohl die finanzielle Unterstützung, als auch einen Platz an den höheren Schulen in Amberg. Dort durchlief er unter anderem ab Oktober 1786 das Amberger Gymnasium als auch die philosophischen Kurse des dortigen Lyzeums. Er soll jeweils zu den besten Schülern und Studenten gehört haben. Im Herbst 1794 wechselte er zum Studium der Rechtswissenschaft an die Universität Ingolstadt, an der ihm ein Stipendium gewährt wurde. In der vorlesungsfreien Zeit hospitierte er an einem Landgericht. Zu seinen wichtigen akademischen Lehrern zählte der Hofrat und Staatsrechtslehrer Johann Gottfried Krenner. Das Lizentiat der Rechtswissenschaft erhielt er in Ingolstadt am 23. Mai 1797.
Feßmaier ging anschließend nach München. Dort arbeitete er bei einem Hofgerichtsadvokaten und widmete sich dem weiteren Studium des Rechts und der Geschichte. Außerdem war er beim Hofkammerrat Graf Joseph August von Toerring als Rechtslehrer für dessen Sohn angestellt. Der Versuch, eine Anstellung in der Staatsverwaltung zu erhalten, scheiterte zunächst, doch man erkannte am Hof in ihm den passenden Nachfolger für den nach München gerufenen Carl Sebastian Heller von Hellersberg. Am 20. Mai 1799 wurde er als außerordentlicher Professor für baierisches Staatsrecht und baierische Geschichte an der Universität in Ingolstadt eingesetzt, zum Doktor beider Rechte (Dr. iur. utr.) promoviert und bereits am 25. November desselben Jahres, auf Empfehlung seines Vorgängers, zum ordentlichen Professor der Rechte und Hofrat befördert.
Feßmaier zog 1800 mit der Universität nach Landshut um. An der neuen Universität Landshut übernahm er zusätzlich auch den Unterricht der Historischen Hilfswissenschaften für den in Ingolstadt verbliebenen Johann Nepomuk Mederer. Er wurde zudem Universitätsarchivar, Senator an der Universität und Dekan der rechtswissenschaftlichen Fakultät. Daneben bekleidete er weitere Verwaltungsämter, so war er Mitglied der Landshuter Kriegskommission in der Franzosenzeit und Kommissär der Universität bei der Polizeidirektion in Landshut. Da er sich in der Studienzeit ein gutes Französisch angeeignet hatte, konnte er, wenn es notwendig wurde, in diesen Positionen mit den französischen Generalen in Austausch treten.

### Tätigkeit als Verwaltungsbeamter
Feßmaier, der schon früh in seiner Laufbahn an einer Anstellung bei der Regierung interessiert war, hatte das Glück, dass sein Vorgänger an der Universität und Freund Heller von Hellersberg in der Regierung tätig war, aber zurück an die Universität wechseln wollte. So wurde er mit der Ernennung zum Wirklichen Landesdirektionsrat vom 11. Juni 1804 abermals Nachfolger von Heller von Hellersberg. Als Rezipient der städtischen Verfassungen hatte er zudem ab dem 23. Oktober 1804 das Stadtkommissariat der Haupt- und Residenzstadt München inne. Er stellte sich in den herrschenden Krisenjahren als gewandter Verwaltungsbeamter heraus, was ihn in eine gute Position für seine weitere Laufbahn brachte.
Feßmaier wurde, nachdem Bayern in Kreise aufgeteilt war, am 25. August 1808 zusätzlich zu seinen Amtsverpflichtungen Vierter Kreisrat, nach der Reform zum 11. Oktober 1810 Zweiter Kreisrat bei der Regierung des Isarkreises. Am 14. Februar 1815 erfolgte seine Ernennung zum Oberfinanzrat bei der Steuer- und Domänensektion. Nach der Entlassung des Ministers und Reformers Maximilian von Montgelas wurde er am 12. März 1817 zum Ministerialrat im Finanzministerium befördert. Außerdem wurde er Mitglied der Kommission des Bayerischen Staatsrats für gemischte Rechtssachen. In dieser Position verblieb er bis zu seiner Versetzung in den Ruhestand 1826. Er erfreute sich zunächst guter Gesundheit und verstarb unerwartet im zweiten Jahr seines Ruhestandes.

## Ehrungen
Feßmaier wurde 1801 Ehrenmitglied und 1818 ordentliches, frequentierendes Mitglied der historischen Klasse der Königlich-Bayerischen Akademie der Wissenschaften. Außerdem erhielt er nach 1824 das Ritterkreuz des Civil-Verdienst-Ordens der Bayerischen Krone und wurde im Rahmen dessen persönlich in den Adelstand erhoben.

## Werke (Auswahl)
- Versuch einer pragmatischen Staatsgeschichte der Oberpfalz, seitdem sie Oberpfalz heisset. 2 Bände. Lentner, München 1799–1801.
- Diplomatische Skizze von dem alten Vitzthum-Amte Lengenfeld. 1800.
- Grundriß des bayerischen Staatsrechtes. Ingolstadt 1801.
- Grundriß der historischen Hilfswissenschaften. Landshut 1802.
- Geschichte von Baiern. 2 Bände, Krüll, Landshut 1804.
- Stephan der Aeltere Herzog von Baiern, wegen dem Verluste der Grafschaft Tirol gegen Johannes von Müller vertheidiget. Lindauer, München 1817.
- Uiber das Entstehen und Aufblühen des oberteutschen Städtebundes und dessen Bekämpfung und Vernichtung durch Friederich von Landshut, Pfalzgrafen bei Rhein, Herzogen in Baiern. Lentner, München 1819.